# 敖其镇
敖其镇，是中华人民共和国黑龙江省佳木斯市郊区下辖的一个乡镇级行政单位。

## 行政区划
敖其镇下辖以下地区：
敖其赫哲族村、长春村、长寿村、兴隆村、永安村、永仁村、双兴村、双玉村、猴石山果苗良种场生活区和永安苗圃生活区。